# Tse-Ven Soong
Tse-ven Soong (o Soong Tzu-wen; 宋子文 in lingua cinese; Sòng Zǐwén in pinyin; Shanghai, 4 dicembre 1894 – San Francisco, 25 aprile 1971) è stato un politico e imprenditore cinese e due volte primo ministro della Repubblica di Cina.

## Biografia
Figlio di Charlie Soong e il fratello delle sorelle Soong, era anche cognato di Sun Yat-sen, Chiang Kai-shek e H. H. Kung. Nacque a Shanghai e, dopo aver studiato all'Università Harvard e conseguito il dottorato di ricerca presso la Columbia University, tornò in Cina lavorando in un'impresa privata. Durante il governo nazionalista del Kuomintang, fu Governatore della Banca Centrale Cinese e ministro delle finanze (1928-1931, 1932-1933); ministro degli esteri (1942-1945) e presidente dello Yuan esecutivo (1930, 1945-1947). Fu il capo della delegazione cinese alla Conferenza delle Nazioni Unite a San Francisco nel 1945 che diede vita all'Organizzazione delle Nazioni Unite. Con la sconfitta dei nazionalisti nella guerra civile cinese, si trasferì a New York. Morì a San Francisco nel 1971, all'età di settantasei anni.